# Onšov na Moravě

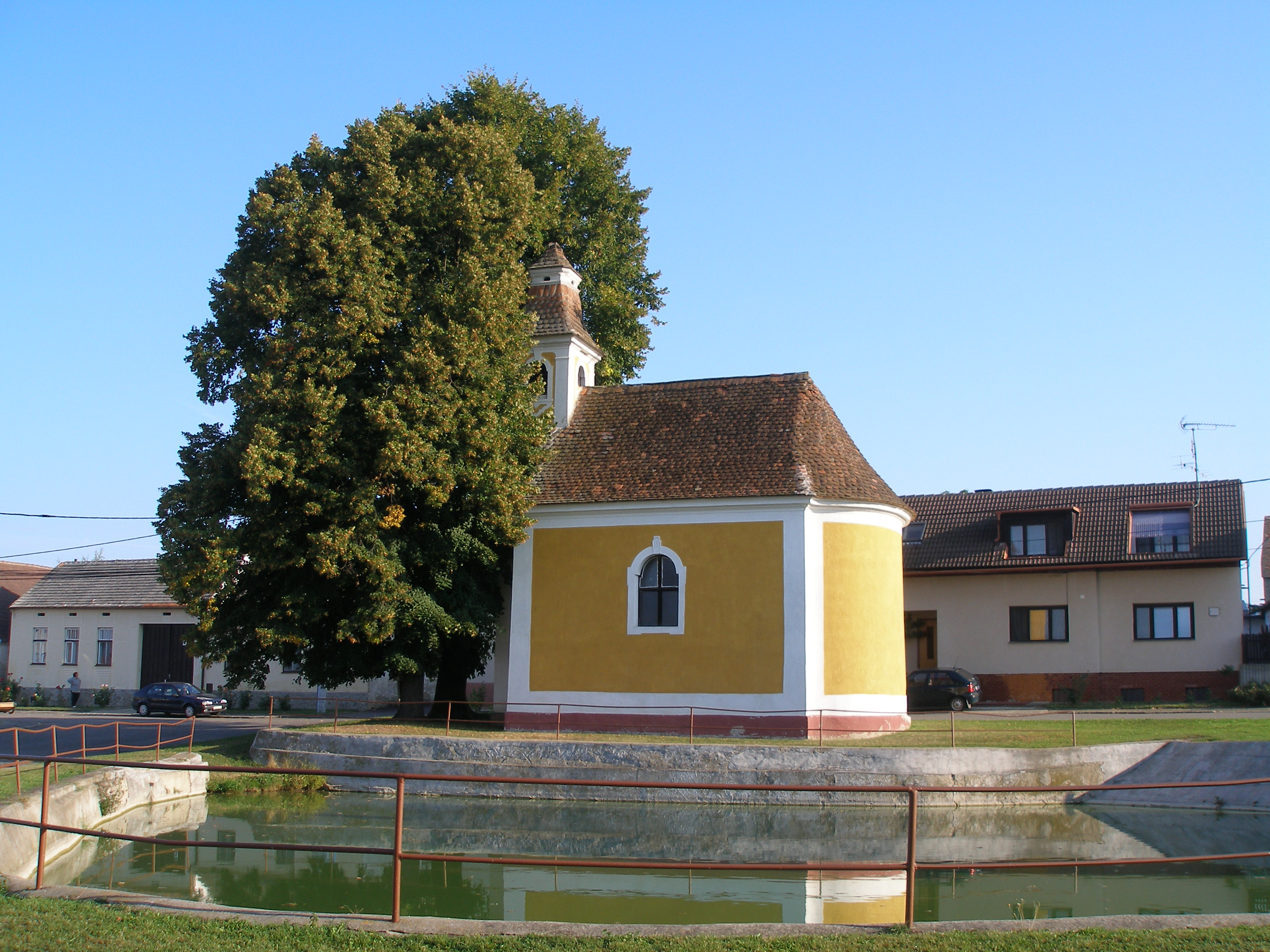
Kapelle der hl. Anna

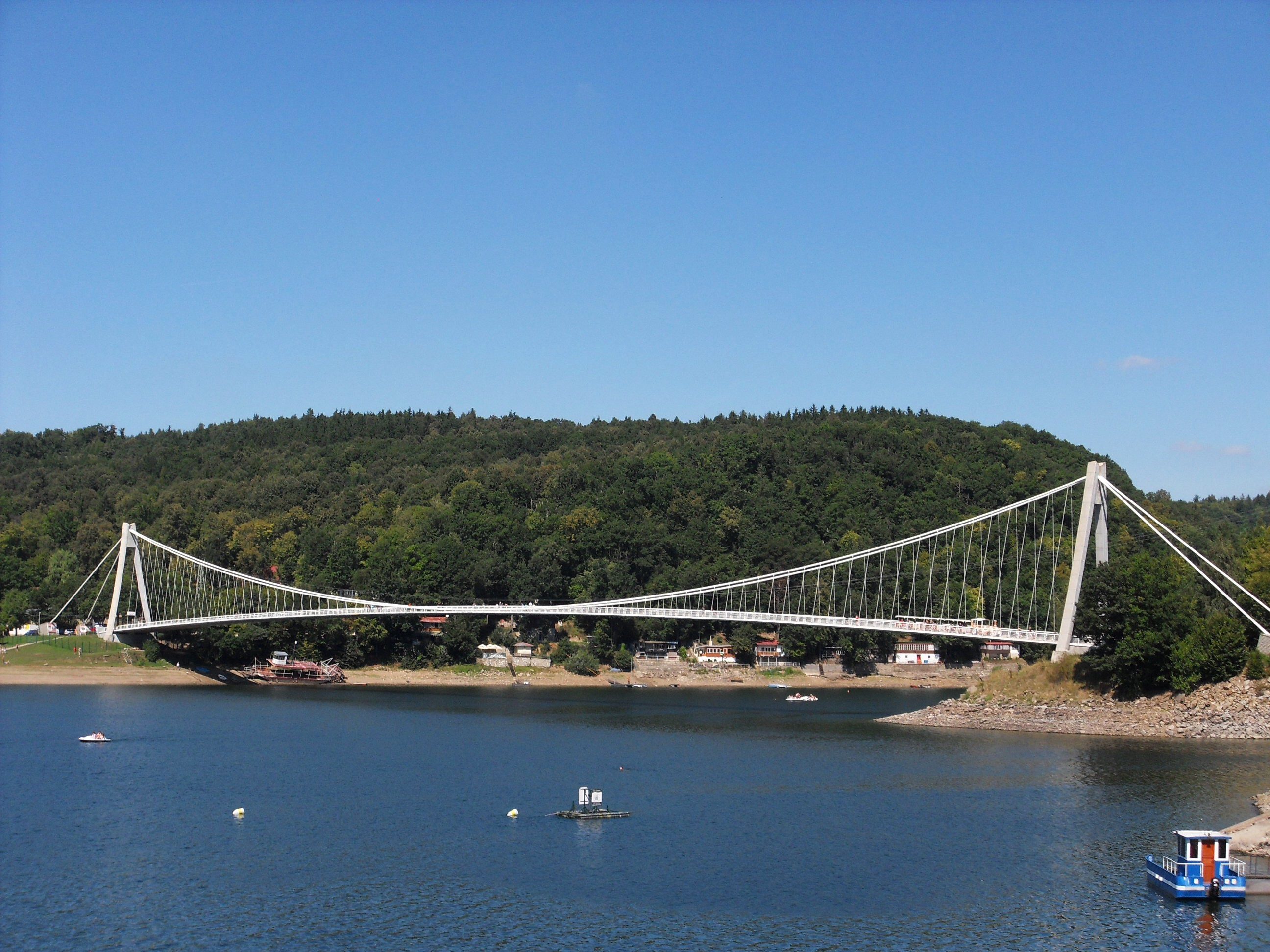
Brücke über das Schweizertal

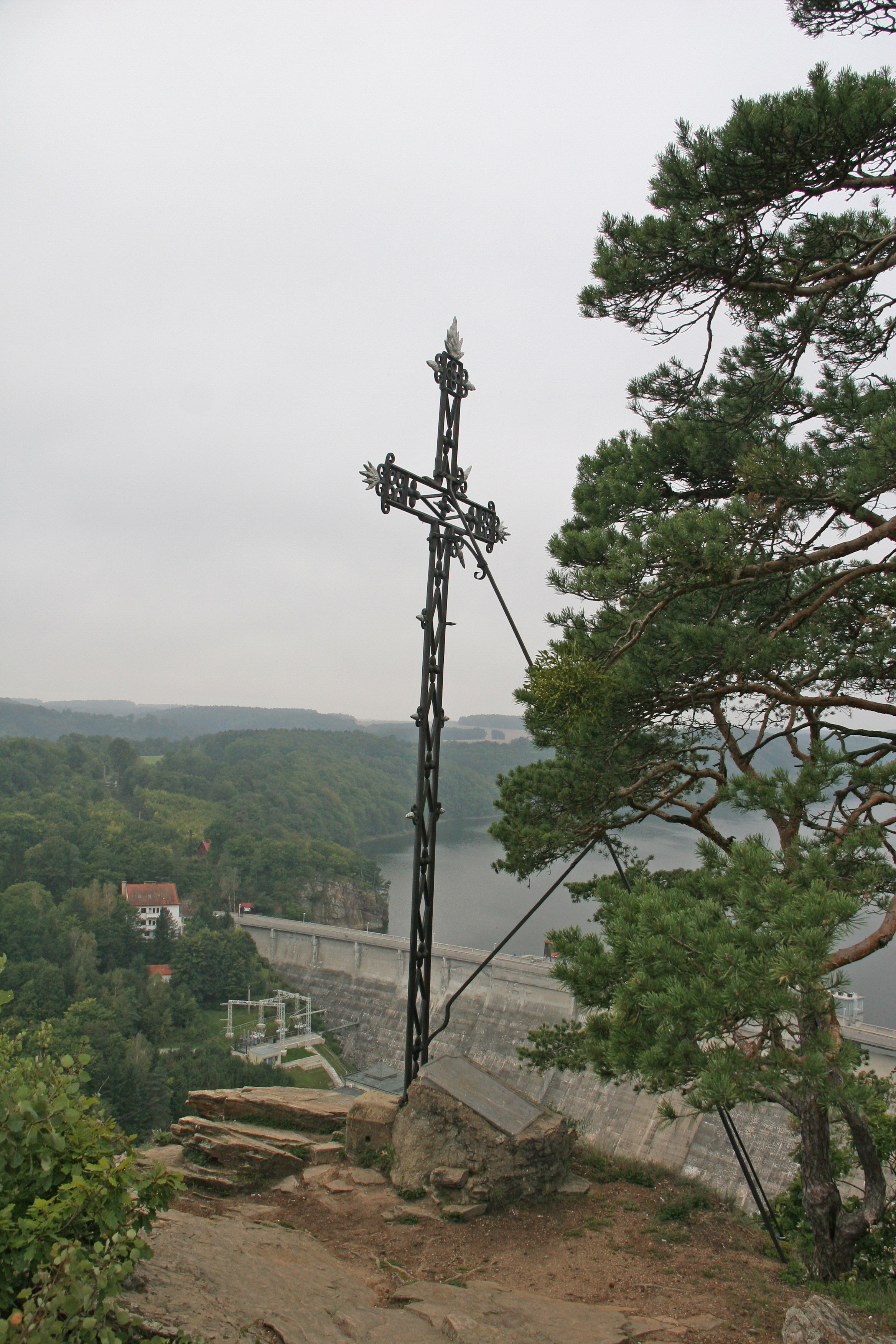
Clary-Kreuz, im Hintergrund die Staumauer der Talsperre Vranov

Onšov (deutsch Windschau) ist eine Gemeinde in Tschechien. Sie liegt 17 Kilometer nordwestlich von Znojmo und gehört zum Okres Znojmo.

## Geographie
Onšov befindet sich am Rande des Nationalparkes Podyjí in der Vranovská pahorkatina (Frainer Hügelland). Das Dorf liegt auf einer Hochfläche linksseitig über dem Thayatal, einen Kilometer westlich von Onšov befindet sich die Staumauer der Talsperre Vranov. Auf dem Dorfplatz entspringt der Bach Onšovský potok. Nördlich des Ortes bildet der Bach Štítarský potok das Schweizertal (Švýcarské údolí), das seit dem Talsperrenbau zu einer Bucht des Stausees geworden ist. Östlich des Dorfes erhebt sich die Vranovská brána (492 m n.m.), im Süden die Zadní Hamry (Nestelberg, 461 m n.m.) und der Stierwiesberg/Býčí hora (536 m n.m.). Am südlichen Ortsrand verläuft die Staatsstraße II/398 zwischen Vranov nad Dyjí und Lesná. 
Nachbarorte sind Štítary im Norden, Šumná im Nordosten, Lesná im Osten, Horní Břečkov und Čížov im Südosten, Zadní Hamry im Süden, Vranov nad Dyjí und Zátiší im Südwesten, Lančov im Westen sowie Lančovský Dvůr, Chvalatice und Zálesí im Nordwesten.

## Geschichte
Die erste urkundliche Erwähnung des zur Burg Frain gehörigen Dorfes Uneschow erfolgte am 28. September 1323, als König Johann von Luxemburg die landesherrliche Burg zusammen mit der Stadt Jevíčko bei Heinrich von Leipa gegen die Stadt Tachov eintauschte. Im Jahre 1350 gehörte ein Teil Onschow einem Sohn des Dobeš von Lukov. Zwischen 1358 und 1371 wurden Oldřich von Onšov, Maršík von Onšov, Petr von Onšov und Miklas von Prachlice als Besitzer eines Hofes genannt. 
1516 erwarb Arkleb von Boskowitz das wüste Dorf und schloss es wieder an die Herrschaft Frain an. Nachfolgende Besitzer der Herrschaft waren ab 1523 Johann von Pernstein und ab 1525 Zdeněk Mezeřícký von Lomnitz. Im Jahre 1535 war Onšov noch immer als ein wüstes Dorf aufgeführt, 1550 war der Ort mit deutschen Siedlern neu besiedelt. Weitere Grundherren waren ab 1552 Wolf Kraiger von Kraigk,  ab 1558 Peter Čertoregský von Čertoreg (Petr Čertorejský z Čertorej), ab 1570 die Herren von Dietrichstein sowie ab 1601 Hans Wolfarth Strein von Schwarzenau. Im Jahre 1618 erwarb Wolf Dietrich von Althann die Herrschaft, seine Besitzungen wurden wegen seiner Beteiligung am Ständeaufstand nach der Schlacht am Weißen Berg konfisziert. Nach dem Dreißigjährigen Krieg siedelten sich wieder Tschechen in Onšov an. Ab 1629 gehörte die Herrschaft Johann Ernst von Scherfenberg (Jan Arnošt ze Šerfenberka) und ab 1665 den Grafen Starhemberg. Als Ortsname wurde ab 1671 Wintschau verwendet. 1680 erwarb Reichsgraf Michael Johann von Althann die Herrschaft Frain. Josef von Althann, dem die Herrschaft seit 1774 gehörte, verschuldete sich mit dem Umbau des Schlosses Frain so sehr, dass er 1793 in Konkurs ging. Daraus erwarb Joseph Hilgartner Ritter von Lilienborn die Herrschaft, er veräußerte sie 1799 an Stanislaw Graf Mniszek. Ab 1802 wurde der Ortsname Windschau verwendet. 
Im Jahre 1834 bestand das Dorf Windschau bzw. Hanašow, früher auch Aunessow bzw. Onissow genannt, aus 24 Häusern mit 144 überwiegend deutschsprachigen Einwohnern. Im Ort gab es eine Kapelle. Pfarrort war Frain. Bis zur Mitte des 19. Jahrhunderts blieb Windschau der Allodialherrschaft Frain samt der Burg Neuhäusel untertänig. Amtsort war ebenfalls der Markt Frain.
Nach der Aufhebung der Patrimonialherrschaften bildete Windschau / Únašov ab 1849 eine Gemeinde im Gerichtsbezirk Frain. Im Jahre 1850 lebten in Windschau 138 Personen, darunter eine starke tschechische Minderheit. Zu dieser Zeit wurden eine Ziegelei und eine Brettsäge betrieben. 1868 wurde das Dorf Teil des Bezirkes Znaim. Im Jahre 1880 lebten in der Gemeinde 145 Deutsche und zwei Tschechen, zehn Jahre später waren es 138 Deutsche und 27 Tschechen. Als tschechischer Ortsname wurden zu der Zeit Unašov und Unešov verwendet. Im Jahre 1910 lebten in den 27 Häusern von Windschau 129 Deutsche und ein Tscheche.
Nach dem Ersten Weltkrieg zerfiel der Vielvölkerstaat Österreich-Ungarn, Windschau wurde 1918 Teil der neu gebildeten Tschechoslowakischen Republik. Der tschechische Ortsname wurde 1924 in Onšov geändert. In den Jahren 1924 bis 1926 erfolgte der Bau einer Anschlussstraße nach Šumná bis zur Bezirksstraße. Die Freiwillige Feuerwehr wurde 1925 gegründet. Beim Zensus von 1930 bestand Windschau aus 29 Häusern und hatte 234 Einwohner, darunter 136 Deutsche und 96 Tschechen. Im selben Jahre begann der Bau der Talsperre Frain; mit deren Fertigstellung wurden ab 1934 sowohl das Thayatal westlich von Windschau einschließlich der Pointnermühle als auch das seitlich einmündende Schweizertal mit dem Hegerhaus überflutet. Mitte der 1930er Jahre wurden entlang des Stausees leichte Bunkerlinien des Tschechoslowakischen Walls errichtet. Nach dem Münchner Abkommen wurde das Dorf 1938 von deutschen Truppen besetzt und dem deutschen Landkreis Znaim zugeordnet. Im 1939 wurde Windschau nach Frain eingemeindet. Nach dem Ende des Zweiten Weltkrieges kam Onšov zur Tschechoslowakei zurück und bildete wieder eine Gemeinde im Okres Znojmo. Am 20. Juni 1945 wurden die deutschen Bewohner aus Onšov nach Österreich vertrieben. Im Jahre 1961 hatte die Gemeinde 110 Einwohner. 
1991 wurde der Nationalpark Podyjí errichtet; damit ging die Aufhebung des Naturdenkmals Hamerské vrásy, einer geologischen Formation südlich von Onšov, einher, die Teil der I. Zone des Nationalparks wurde.

## Gemeindegliederung
Für die Gemeinde Onšov sind keine Ortsteile ausgewiesen. Grundsiedlungseinheiten sind Onšov und Onšov-chatová oblast.

## Sehenswürdigkeiten
- Kapelle der hl. Anna auf dem Dorfplatz, erbaut 1754
- Talsperre Vranov
- Clary-Kreuz auf einem Felssporn über dem Thayatal, das 1831 in der Eisenhütte Blansko gefertigte gusseiserne Kreuz wurde von Stanislaw Graf Mniszek zum Gedenken an seinen Freund Carl Joseph von Clary und Aldringen (1777–1831) errichtet, der sich bei seinem letzten Besuch in Frain mit der Cholera infiziert hatte.
- Wasserfall des Onšovský potok
- Fußgängerbrücke über die Schweizer Bucht, konstruiert von Jiří Stráský
- Nischenkapelle vom Ende des 18. Jahrhunderts
- Jagdaltan Lusthaus, erbaut in der Mitte des 18. Jahrhunderts, im Wald südöstlich des Dorfes

## Söhne und Töchter des Ortes
- Irmtraut Karlsson (* 1944),  österreichische Psychologin, Schriftstellerin und Politikerin.